# Волфганг Кемерер фон Вормс
Волфганг Кемерер фон Вормс (на немски: Wolfgang Kämmerer von Worms; * 1469/1470; † 24 февруари 1549) е немски благородник от фамилията „кемерер на Вормс“, фрайхер на Далберг при Бад Кройцнах, господар на дворец Хернсхайм при Вормс.
Той е единствен син на фрайхер Филип I Кемерер фон Вормс (* 1428; † 3 май 1492) и съпругата му Барбара фон Флерсхайм († 13 декември 1483), дъщеря на Фридрих фон Флерсхайм († 1473) и Маргарета фон Рандек († 1489).
През 1460 г. баща му Филип строи дворец Хернсхайм. През 1470 – 1490 г. при разширяването на църквата се създава „капелата Урсула“ като гробно място на фамилията фон Далберг.
Волфганг Кемерер фон Вормс умира на 80 години на 24 февруари 1549 г. и е погребан в Хернсхайм.

## Фамилия
Волфганг Кемерер фон Вормс се жени пр. 18 декември 1521 г. за Елизабет Фецер фон Гайшпицхайм († 24 август 1534), дъщеря на Еберхард Фецер фон Гайшпицхайм († 1519) и Елизабет фон Ингелхайм. Те имат една дъщеря:
- Анна Кемерер фон Вормс-Далберг († 6 февруари 1549), омъжена 1522 г. за Дитрих фон Шьонбург († 10 ноември 1542), син на Филип фон Шьонбург († 1509) и Елизабет фон дер Лайен; родители на:
  - Анна фон Шьонбург († сл. 7 юни 1571), омъжена за Рихард Грайфенклау фон Фолрадс († 1 януари 1558)